# Kotlina Sieradzka
Kotlina Sieradzka jest częścią Niziny Południowowielkopolskiej, która wchodzi w skład nizin Środkowopolskich. 
Zajmuje pn. część (sięgającej po Uniejów) doliny środkowej Warty obejmując na odcinku od ujścia Widawki do ujścia Brodni doliny środkowych i dolnych biegów Żegliny i Meszny (Mesznika, Myi). Zgodnie z biegiem rzeki, dolina Warty opada z pd. na pn., najwyższy punkt jej dna znajduje się na wysokości 134 m, najniższy ma 119 m n.p.m. Dolina ta wcina się na głębokość 30–50 m w przyległe obszary wysoczyznowe Kotliny Sieradzkiej, położone na wysokości 144–180 m n.p.m., a jej szerokość dochodzi do 6 km. Otoczona jest wysoczyznami: Turecką i Złoczewską na zach., a Łaską na wsch., na pd. sąsiaduje z  Kotliną Szczercowską. 
Obejmuje pow. ok. 350 km² i jest fragmentem glacjotektonicznie pogłębionej lobowej depresji końcowej z okresu zlodowacenia Warty. Częścią Kotliny Sieradzkiej jest też denudacyjna równina morenowa, zbudowana z gliny zwałowej, na której leży Sieradz. Dno doliny zalegają ubogie mady i gleby rdzawe, na przylegających wysoczyznach przeważają gliniaste gleby płowe. Głównymi elementami krajobrazu są tarasy Warty – holeoceński, zajęty przeważnie przez łąki i piaszczysty plejstoceński. Powyżej Sieradza – na Warcie zbiornik retencyjny Jeziorsko o pow. 423 ha i pojemności 203 mln m sześć., który powstał w 1986 r.